# Calino
Calino (em grego, Καλλῖνος - Kallînos, na transliteração) de Éfeso, poeta elegíaco grego que viveu no início do século VII a.C.

## Biografia
Calino foi considerado pelos antigos um dos inventores da poesia elegíaca, ao lado de Arquíloco e de Mimnermo. 
Nos pouquíssimos fragmentos que nos chegaram - apenas quatro -, nota-se forte influência da poesia épica, sendo sua linguagem essencialmente homérica.
No fragmento 1 (de 21 linhas) lê-se uma exortação aos jovens guerreiros para que demonstrem coragem nas batalhas.

## Obras relacionadas
Vittorio de Falco e Aluizio Coimbra traduziram do grego os fragmentos restantes de Calino. Daisi Malhadas e Maria Helena de Moura Neves traduziram a Elegia I, também do grego.
- FALCO, Vittorio de; COIMBRA, Aluizio F. Os elegíacos gregos de Calino a Crates. São Paulo, 1941
- MALHADAS, Daisi; MOURA NEVES, Maria H. De. Antologia de poetas gregos de Homero a Píndaro. Araraquara: FFCLAr-UNESP, 1976